# Susan Krumins

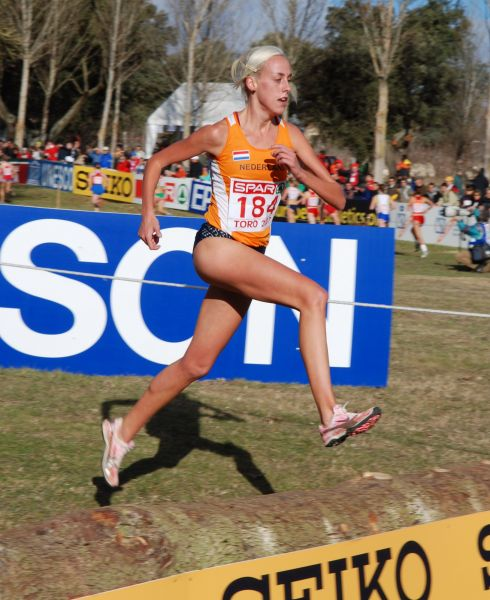
Susan Kuijken tijdens de EK veldlopen 2007.

Susan Krumins-Kuijken (Nijmegen, 8 juli 1986) is een Nederlandse voormalige atlete, die zich had toegelegd op de middellange tot lange afstanden. Zij kreeg vooral bekendheid door de zilveren medaille, die zij in 2005 op de 3000 m behaalde bij de Europese jeugdkampioenschappen in Kaunas, haar veldlooptitel bij de neosenioren tijdens de Europese veldloopkampioenschappen in 2008, en de zilveren medaille op de 10.000 m bij de Europese kampioenschappen van 2018 in Berlijn. Zij nam deel aan twee Olympische Spelen, waarbij zij tweemaal uitkwam op de 10.000 en eenmaal op de 5000 m. In februari 2023 trad ze toe tot de technische staf van de Atletiekunie als assistent-coach op de middellange en lange afstand.

## Biografie

### Goud en brons op EYOD
Het EJK in Kaunas was niet het eerste internationale toernooi van betekenis waaraan Susan Kuijken had deelgenomen. Haar vuurdoop op dit gebied onderging zij al in 2002, als deelneemster aan het Europees kampioenschap veldlopen voor junioren in Medulin. De toen zestienjarige Kuijken werd er 34ste. Een jaar later was zij de opvallendste atlete van de Nederlandse delegatie op het Europees Jeugd Olympisch Festival in Parijs. Ze ging er weg met een bronzen medaille op de 1500 m en goud op de 3000 m. Vooral die laatste overwinning gaf haar veel voldoening. ‘Dat nummer win je en dat heeft toch iets extra’s. Dat ze voor jou het Wilhelmus spelen was een kippenvel-moment,’ aldus Susan.

### 'Hoe langer, hoe beter'
De pure loopkwaliteiten van Susan Kuijken kwamen pas bovendrijven, nadat zij van de atletiekvereniging Nijmegen was overgestapt naar het Seven Hills Running Team. Ze bleek met name op de langere loopnummers prima uit de voeten te kunnen. ‘Veel korter dan een 1500 meter loop ik niet, daarvoor kom ik ook snelheid te kort. Ja, misschien is het wel ‘hoe langer, hoe beter’. Overigens bleef zij van alle loopactiviteiten het crossen het leukst vinden. ‘Dat is gevarieerder: lekker door de modder of over heuveltjes lopen. Dat ligt me wel.’
In 2003 en 2004 nam zij dan ook aan alle EK's en WK's voor junioren deel, zonder verder tot aansprekende resultaten te komen. Daarnaast had zij op de 3000 m tijdens de wereldkampioenschappen voor junioren in Grosseto in 2004 de pech al na 1 kilometer te moeten uitstappen. Een laat opgelopen verkoudheid in combinatie met de drukkende warmte speelden haar te veel parten.

### Een van haar betere jaren
Het jaar 2005 is prestatief gezien tot nu toe een van de betere jaren van Susan Kuijken geweest. Naast vier nationale jeugdtitels veroverde zij die reeds gememoreerde zilveren medaille op de 3000 m tijdens de EJK in Kaunas in een persoonlijke recordtijd van 9.28,45. Bovendien nam zij medio december afscheid van haar juniorentijd met een verrassende bronzen medaille tijdens de Europese Kampioenschappen Cross voor junioren in Tilburg. Het was tegelijk een soort afscheid van Nederland want Susan Kuijken, die na haar gymnasiumtijd in eerste instantie in Nijmegen studeerde, had inmiddels besloten om over te stappen naar de Florida State University in Tallahassee, teneinde zich daar vanaf januari 2006 te gaan bekwamen in de bewegingswetenschappen. ‘Ik was begonnen aan biomedische wetenschappen in Nijmegen, maar die studie was niet mijn eerste keuze en bleek bovendien moeilijk te combineren met de trainingen.’ Hierdoor werd 2006 in dubbel opzicht een overgangsjaar voor Susan Kuijken: wennen aan haar nieuw verworven status van senioratlete en aan haar nieuwe leef- en leeromgeving. De overgang had in elk geval geen negatieve invloed op haar loopcapaciteiten, want in 2006 werden vanaf de 1500 m al haar bestaande persoonlijke records voor betere omgewisseld.

### Opvallende prestatie bij NCAA-universiteitskampioenschappen
Hoezeer zij zich intussen heeft gesetteld in het Amerikaanse studentenwereldje toont Susan Kuijken vervolgens in 2007 aan door begin juni bij de NCAA universiteitskampioenschappen in Sacramento als tweede te eindigen op de 1500 m. Niet alleen verbetert zij haar persoonlijk record, dat zij in de voorafgaande series al op 4.15,68 had gezet, met nog eens vier seconden, maar zij plaatst zich met haar 4.11,34 ook definitief voor de Europese kampioenschappen voor neo-senioren in Debrecen - Hongarije. Terug in Europa bevestigt zij vervolgens haar in Amerika opgebouwde goede vorm, door in Debrecen op de 1500 m een goede vierde plaats te behalen in 4.17,90, slechts 1,5 seconde achter de winnares van het brons.

### 'Susan Koiken'
Aan het begin van het nieuwe studiejaar bewijst Kuijken, ondanks haar fraaie prestaties op de baan, dat zij ook haar grootste liefde, het crossen, nog niet is verleerd. In het najaar wint zij in de Verenigde Staten voor haar universiteitsteam niet minder dan vijf belangrijke veldlopen ter voorbereiding op de hoog aangeschreven Amerikaanse NCAA-studentenkampioenschappen eind november. In die wedstrijd in Terre Haute, Indiana eindigt zij ten slotte als derde. De atlete van Florida State University loopt de 6000 m in 19,57 minuten, slechts een seconde boven het persoonlijke record dat zij in de pre-nationals vestigde. De race wordt in 19,30 gewonnen door Sally Kipyego. Ook in teamverband wordt de universiteit van Kuijken derde die, ondanks haar enige nederlaag van het seizoen, na afloop van de race tevreden terugblikt: ‘Vanaf het begin af aan hield ik mijzelf voor om aan te blijven klampen. Dat is gelukt. Ik ben trots op ons team, dat er erg hard voor heeft gewerkt. Het is zeker een hele mooie afsluiting van het seizoen.’
Intussen is de Nijmeegse hard bezig om naam te maken binnen de Amerikaanse atletiekwereld. ‘Susan Koiken’ wordt inmiddels door al haar concurrentes gezien als een geduchte tegenstandster.

### Goud in Lafayette
In 2008 trekt Susan Kuijken de lijn van haar sterke crossseizoen door en begint haar indoorseizoen razendsnel. Met een tijd van 9.08,75 rukt de atlete van het Seven Hills Running Team op 16 februari in het Amerikaanse Seattle op naar de derde plaats op de eeuwige Nederlandse indoorranglijst op de 3000 m achter Elly van Hulst (met het toenmalige wereldrecord van 8.33,82 in 1989) en Wilma van Onna (9.01,49 in hetzelfde jaar). In een studentenrace van de University of Washington zonder hazen is Kuijken (die haar twee jaar oude toptijd ruim twintig tellen aanscherpte) flink wat sneller dan de verzamelde tegenstand. Het doel wordt gehaald, want de 21-jarige atlete blijft ruimschoots onder de limiet van 9.15 voor de Amerikaanse NCAA(I)-universiteitskampioenschappen, die in maart worden gehouden.
Enkele weken later vestigt Kuijken opnieuw de aandacht op zich: bij de ACC-(= Atlantic Coast Conference)kampioenschappen in Chapel Hill, North Carolina, loopt zij, naast een optreden in een estafettewedstrijd, in één weekend twee keer een individuele mijl, een afstand die zij nooit eerder liep. De tweede keer grijpt zij de winst met 4.36,91, een tijd die vergelijkbaar is met 4.18 op de 1500 m. Bovendien had de hal waarin zij deze prestatie leverde, vlakke bochten. Zij verslaat onder andere Brie Velnagle, regerend Amerikaans studentenkampioene.
Op 15 maart maakt Susan Kuijken vervolgens de inmiddels hooggespannen verwachtingen volledig waar. In Lafayette wordt zij Amerikaans indoorkampioene bij de studenten op de 3000 m. Met een vlammende demarrage rekent ze af met haar naaste concurrente, Brie Felnagle, om te finishen in 8.58,14. Kuijken verbetert hiermee haar één maand oude persoonlijke record (gelopen op een overmaatse baan) met ruim tien seconden.
Enkele maanden later, half juni 2008, is Kuijken door een voetblessure niet in haar allerbeste doen als zij moet aantreden voor de NCAA-baankampioenschappen in Des Moines. Desondanks lukt het haar om zich te kwalificeren voor de 1500 meterfinale door in haar serie als vierde te finishen in 4.18,19. Twee dagen later houdt ze het tempo van de koploopsters weliswaar niet bij, maar komt ze desondanks in 4.17,28, haar beste seizoentijd, als achtste aan de finish.

### Sterk crossseizoen en EK-titel in Brussel
De zomer van 2008 liet Susan Kuijken zich niet zien, om vervolgens in het najaar sterk terug te komen op de Amerikaanse veldlopen waaraan zij deelnam ter voorbereiding op de NCAA-veldloopkampioenschappen in november. Twee overwinningen, een tweede en een derde plaats maakten, dat zij op 24 november in Terre Haute als een van de favorietes voor de Amerikaanse studententitel van start ging. Ze kwam er dan ook dicht bij. Slechts zes seconden moest ze aan de finish ten slotte toegeven op de Keniaanse Sally Kipyego, die de vorige twee edities ook had gewonnen, maar toen met een straatlengte voorsprong. 'Natuurlijk had ik graag gewonnen, maar ik heb mij al flink verbeterd ten opzichte van vorig jaar', liet de Nederlandse optekenen voor de IAAF.
Enkele weken later bevestigde Kuijken in Brussel haar goede vorm door op 14 december tijdens de Europese kampioenschappen veldlopen eerste te worden in de klasse onder de 23 jaar. Later op de dag won Hilda Kibet bij de vrouwen eveneens goud, een voor Nederland unieke gebeurtenis.

### Uitstekend begin 2009
Kennelijk putte Susan Kuijken extra inspiratie uit haar in Brussel behaalde veldlooptitel, want terug in de Verenigde Staten scoorde zij voor haar universiteit daarna het ene goede resultaat na het andere. Verschillende PR's moesten eraan geloven. Op de 3000 m wist zij met haar 8.56,27 tijdens de NCAA-indoorkampioenschappen in College Station haar titel van het jaar ervoor weliswaar niet te prolongeren (ze werd nu tweede), haar tijd was wel een snellere dan die waarmee ze een jaar eerder kampioene was geworden. Op de Engelse mijl liep ze bij een andere gelegenheid een ijzersterke 4.34,11 en toen het baanseizoen eenmaal van start was gegaan, verbeterde zij zich begin mei eerst op de 1500 m naar 4.08,76 (een fractie boven de WK-limiet), om vervolgens veertien dagen later de 800 m af te leggen in 2.02,24, vier seconden sneller dan ze ooit was geweest. Het kon niet uitblijven dat Susan Kuijken op de NCAA-baankampioenschappen in juni op de 1500 m als de grote favoriete voor de eindzege van start ging en die favorietenrol maakte zij helemaal waar. Op 13 juni werd zij in Fayetteville Amerikaans studentenkampioene op de 1500 m in 4.13,05.
Nauwelijks terug in Nederland maakte de snelle Nijmeegse vervolgens korte metten met de limiet voor de wereldkampioenschappen in augustus. Tijdens de Mondo Keien Meeting in Uden pakte ze met een geweldige 4.05,86 over 1500 m de A-limiet voor Berlijn en werd ze de derde Nederlandse op deze afstand. In eigen land is Adriënne Herzog haar qua prestatie met haar in juli gelopen 4.06,07 trouwens tot op twee tiende seconde genaderd. Wie van de twee zich momenteel de beste 1500 meterloopster van Nederland mag noemen, moet worden afgewacht, want op de Nederlandse baankampioenschappen in het eerste weekend van augustus kwam het nog niet tot een confrontatie. Kuijken verkoos, ter voorbereiding op haar optreden op de wereldkampioenschappen, de 800 m, waarop zij achter Machteld Mulder (1e in 2.07,38) tweede werd in 2.07,88. Berlijn moest nu uitsluitsel geven.
Daar wachtte haar een fikse teleurstelling. In haar serie op de 1500 m kon zij twee ronden lang meekomen en liep voorin in de binnenbaan. Op 800 meter kwam Gelete Burka door in 2.16 en bij de versnelling die daarop volgde - een ronde in 65 - zakte de Nijmeegse steeds verder weg, om uiteindelijk als twaalfde te finishen in 4.18,10. 'Ik denk dat het seizoen te lang is geweest. Ik wist natuurlijk dat ik pas in augustus moest pieken, maar ik heb daar geen ervaring mee', zo zei ze na afloop. 'De laatste trainingen gingen al niet allemaal meer even makkelijk.'
Kuijken richtte zich daarna op de afronding van haar studie in de VS in december, om vervolgens in Australië de basistraining op te pakken. Haar plan was om gedurende het winterseizoen 2009-2010 niet deel te nemen aan cross- en indoorwedstrijden. 'Volgend jaar hoef ik in ieder geval niet vroeg in het jaar al wedstrijden te lopen', zei ze. 'Ik kijk uit naar de EK.'

### Olympische Spelen
Susan Kuijken beleefde in de periode 2013 tot 2019 haar beste jaren in haar carrière. In 2013 werd Kuijken tijdens de WK achtste op de 5000 m. In 2014 won ze een bronzen medaille op de EK op de 5000 m en later dat jaar won ze ook brons op de 3000 m bij de Continental Cup, waar ze voor Team Europa uitkwam. 
In 2016 maakte Kuijken haar olympisch debuut en behaalde ze een achtste plaats op de 5000 m. Ze liep ook de 10.000 m. Na de Olympische Spelen trouwde Susan Kuijken en ging ze voortaan door het leven als Susan Krumins.
In 2017 behaalde Krumins haar beste prestatie op een WK met een vijfde plaats op de 10.000 m. Een jaar later won ze op dezelfde afstand de zilveren medaille op de EK in Amsterdam. 
Krumins kwalificeerde zich voor de Olympische Spelen van Tokio in 2021. Hier liep ze de 10.000 m, waar ze niet finishte. Hierna sloot ze haar topsportcarrière af.

### Talentencoach Atletiekunie
Krumins versterkte in februari 2023 de technische staf van de Atletiekunie, als assistent van bondscoach Tomasz Lewandowski. Als talentencoach zal ze zich inzetten op het overdragen van haar ervaring op de volgende generatie middellange en lange afstandsatleten. Technisch directeur van de Atletiekunie, Vincent Kortbeek, gaf aan de ambitie te hebben om aansluiting te krijgen met de top in Europa en de wereld. Krumins helpt om de structuur vorm te geven waarin de atleten zich verder kunnen ontwikkelen. Ze heeft in haar carrière internationale ervaring opgedaan met verschillende stijlen van coaching, en kan in het team haar eigen coach-ambities verder uitbouwen.

## Kampioenschappen

### Internationale kampioenschappen
| Onderdeel   | Titel                | Jaar       |
| ----------- | -------------------- | ---------- |
| 1500 m      | NCAA-kampioene       | 2009       |
| 1 Eng. mijl | ACC-indoorkampioene  | 2008, 2009 |
| 3000 m      | EYOD-kampioene       | 2003       |
|             | NCAA-indoorkampioene | 2008       |
| veldlopen   | EK U23 kampioene     | 2008       |

### Nederlandse kampioenschappen

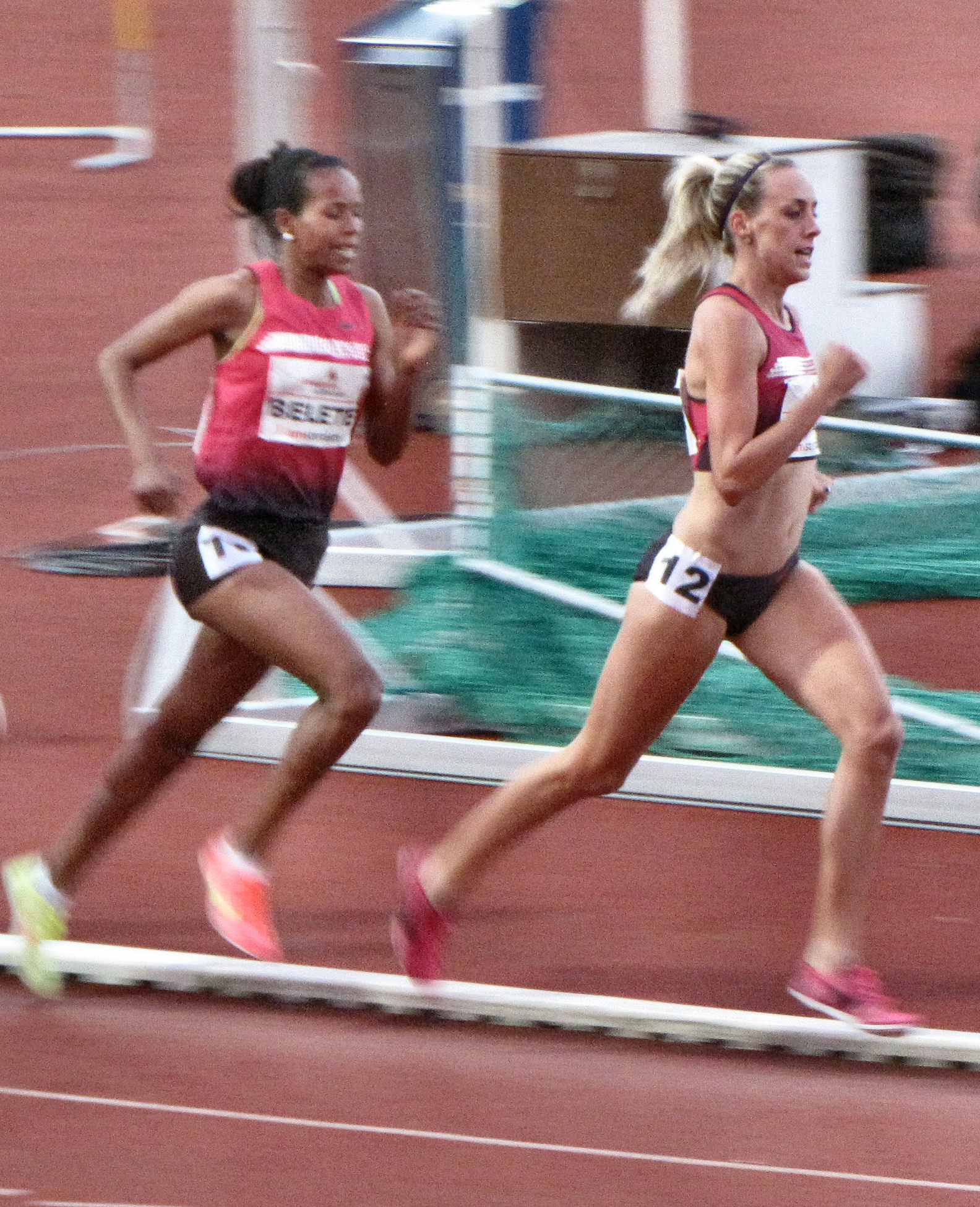
Susan Kuijken (nr. 12) in actie tijdens de Flame Games 2013 in het Olympisch Stadion in Amsterdam, op weg naar een Nederlands record op de 2000 m.

Outdoor
| Onderdeel | Jaar       |
| --------- | ---------- |
| 1500 m    | 2014       |
| 5000 m    | 2016       |
| 10 km     | 2017, 2019 |

## Persoonlijke records
Baan
| Onderdeel | Prestatie    | Datum             | Plaats     |
| --------- | ------------ | ----------------- | ---------- |
| 800 m     | 2.02,24      | 16 mei 2009       | Atlanta    |
| 1000 m    | 2.38,01      | 22 augustus 2014  | Amsterdam  |
| 1500 m    | 4.02,25      | 27 augustus 2017  | Berlijn    |
| 2000 m    | 5.38,37 (NR) | 31 augustus 2013  | Amsterdam  |
| 3000 m    | 8.34,41      | 20 augustus 2017  | Birmingham |
| 5000 m    | 14.51,25     | 1 september 2017  | Brussel    |
| 10.000 m  | 31.05,40     | 28 september 2019 | Doha       |

Weg
| Onderdeel      | Prestatie | Datum             | Plaats    |
| -------------- | --------- | ----------------- | --------- |
| 5 km           | 15.28     | 29 maart 2015     | Carlsbad  |
| 4 Eng. mijl    | 20.03     | 14 oktober 2018   | Groningen |
| 10 km          | 31.11     | 10 februari 2019  | Schoorl   |
| 15 km          | 47.41     | 18 november 2018  | Nijmegen  |
| 10 Eng. mijl   | 51.30     | 23 september 2018 | Amsterdam |
| halve marathon | 1:10.52   | 26 maart 2017     | Venlo     |

Indoor
| Onderdeel   | Prestatie | Datum            | Plaats          |
| ----------- | --------- | ---------------- | --------------- |
| 1500 m      | 4.14,54   | 27 februari 2009 | Apeldoorn       |
| 1 Eng. mijl | 4.34,11   | 24 februari 2009 | Blacksburg      |
| 3000 m      | 8.56,27   | 14 maart 2009    | College Station |

## Palmares

### 800 m
- 2009:  NK - 2.07,88
- 2010:  NK - 2.02,81

### 1000 m
- 2014:  Flame Games te Amsterdam - 2.38,01
- 2015:  FBK Games - 2.38,82

### 1500 m
- 2003:  EYOD - 4.30,70
- 2005: 7e Europacup B in Leiria - 4.19,72
- 2006:  NK - 4.23,92
- 2007:  NCAA-kamp. - 4.11,34
- 2007: 4e EK U23 - 4.17,90
- 2008: 8e NCAA-kamp. - 4.17,28
- 2009:  NCAA-kamp. - 4.13,05
- 2009: 12e in serie WK - 4.18,10
- 2010: 10e in serie EK - 4.11,03
- 2013: 11e Memorial Van Damme - 4.11,33
- 2014:  NK - 4.13,09
- 2015: 4e Flame Games - 4.11,75
- 2017:  ISTAF - 4.02,25

### 1 Eng. mijl
- 2008:  ACC-indoorkamp. - 4.36,91
- 2009:  ACC-indoorkamp. - 4.34,11
- 2013:  Fifth Avenue Mile te New York - 4.24,2
- 2015:  Fifth Avenue Mile - 4.30,0

### 2000 m
- 2013:  Flame Games - 5.38,37 (NR)

### 3000 m
- 2003:  EYOD - 9.47,07
- 2004: DNF WJK
- 2005:  EJK - 9.28,45
- 2008:  NCAA-indoorkamp. - 8.58,14
- 2009:  Huskey Classic in Seattle - 9.05,70
- 2009:  NCAA-indoorkamp. - 8.56,27
- 2014:  IAAF Continental Cup - 9.01,41

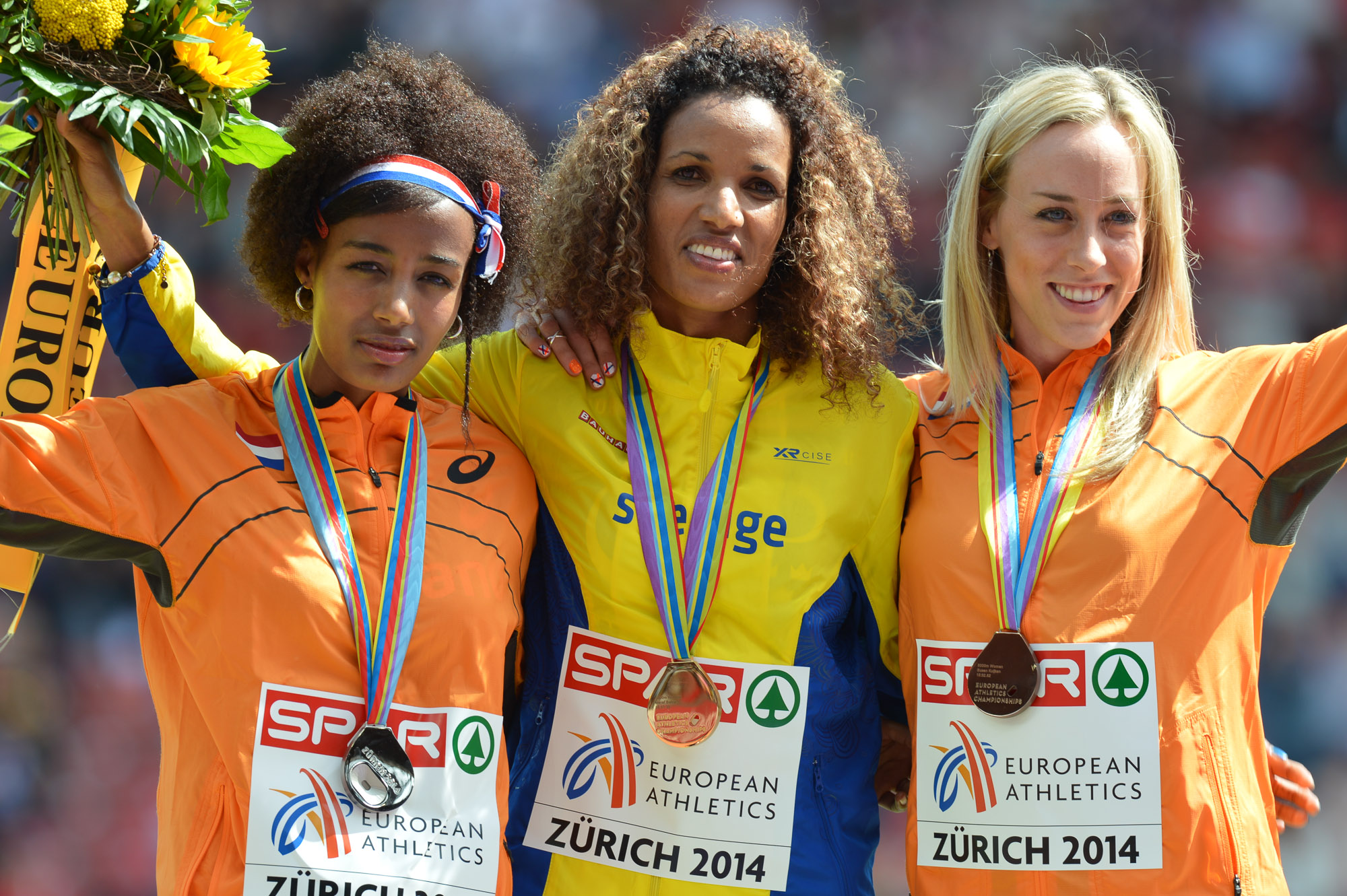
Het erepodium van de 5000 m op de EK van 2014 in Zürich: Susan Kuijken (rechts) en Sifan Hassan flankeren winnares Meraf Bahta.

### 5000 m
- 2013: 8e WK - 15.14,70
- 2014:  EK - 15.32,82
- 2015: 8e WK - 15.08,00
- 2016:  NK - 15.37,26
- 2016: 4e EK - 15.23,87
- 2016: 8e OS - 15.00,69
- 2017: 8e WK - 14.58,33
- 2017: 8e Memorial Van Damme - 14.51,25
- 2018: 6e EK - 15.09,65

### 10.000 m
- 2015:  Stanford Invitational - 31.31,97
- 2015: 10e WK - 31.54,32
- 2016: 14e OS - 31.32,43
- 2017: 5e WK - 31.20,24
- 2018:  EK - 31.52,55
- 2019: 7e WK - 31.05,40
- 2021: DNF OS

### 5 km
- 2003:  Marikenloop - 17.26
- 2004:  Marikenloop - 17.42
- 2013:  Marikenloop - 15.43
- 2016:  5 km van Carlsbad - 15.26
- 2019:  Marikenloop - 15.40

### 10 km
- 2017:  NK in Schoorl - 31.43
- 2019:  NK in Schoorl - 31.11
- 2019: 6e Tilburg Ten Miles - 33.31

### 15 km
- 2016:  Zevenheuvelenloop - 49.30
- 2018:  Zevenheuvelenloop - 47.41
- 2019: 5e Zevenheuvelenloop - 49.38
- 2019: 4e Montferland Run - 49.08

### halve marathon
- 2017: 4e Venloop - 1:10.52

### veldlopen
- 2002: 34e EK voor junioren - 13.10
- 2003: 69e EK voor junioren (4520 m) - 18.33
- 2004: 71e WK voor junioren (6 km) - 23.16
- 2004: 39e EK voor junioren (3640 m) - 12.24
- 2005: 58e WK voor junioren - 23.21
- 2005:  EK voor junioren - 15.33
- 2007:  NCAA-kamp. (6.000 m) - 19.57
- 2008:  EK U23 (6 km) - 21.02
- 2008:  NCAA-kamp. (6.000 m) - 19.34
- 2018: 4e EK te Tilburg (8300 m) - 26.16 ( in het landenklassement)

### overige afstanden
- 2014:  4 Mijl van Groningen - 20.05
- 2018:  4 Mijl van Groningen - 20.03